# Titularbistum Aptuca
Aptuca ist ein Titularbistum der römisch-katholischen Kirche. 
Der antike Bischofssitz liegt im heutigen Tunesien und gehörte der Kirchenprovinz Karthago an. 
| Titularbischöfe von Aptuca |                       |                                                                       |                 |                   |
| Nr.                        | Name                  | Amt                                                                   | von             | bis               |
| 1                          | Alfonso Niehues       | Koadjutorbischof von Florianópolis (Brasilien)                        | 3. August 1965  | 18. Mai 1967      |
| 2                          | Alois Stöger          | Weihbischof in Sankt Pölten (Österreich)                              | 3. Juli 1967    | 12. Dezember 1999 |
| 3                          | Richard Malone        | Weihbischof in Boston (USA)                                           | 27. Januar 2000 | 10. Februar 2004  |
| 4                          | Andrews Thazhath      | Weihbischof der Syro-Malankara Katholische Kirche in Trichur (Indien) | 18. März 2004   | 22. Januar 2007   |
| 5                          | Reinhard Pappenberger | Weihbischof in Regensburg (Deutschland)                               | 6. Februar 2007 |                   |